# Mikołaj Zaleski
Mikołaj Zaleski (Zalewski) herbu Jelita – marszałek żytomierski, chorąży żytomierski w latach 1788-1794, podsędek owrucki w latach 1776-1790, pisarz owrucki w latach 1775-1776, członek konfederacji targowickiej województwa kijowskiego w 1792 roku.
Był posłem województwa kijowskiego na Sejm Czteroletni w 1788 roku. Wybrany ze stanu rycerskiego sędzią Sejmu Czteroletniego w 1788 roku. Członek Zgromadzenia Przyjaciół Konstytucji Rządowej.